# Orri Óskarsson
Orri Steinn Óskarsson (født 29. august 2004) er en islandsk fodboldspiller (angriber), der spiller for den spanske fodboldklub Real Sociedad og for Islands fodboldlandshold. Han har tidligere spillet for F.C. København. 

## Klubkarriere

### ÍF Grótta
Óskarsson begyndte sin karriere i islandske ÍF Grótta. Da han var 13 år og 354 dage, fik han den 18. august 2018 seniordebut for ÍF Grótta  i en kamp, hvor han blev skiftet ind og scorede to mål i en 5-0 sejr over Höttur.. Han spillede i sin første sæson for ÍF Grótta tre kampe og scorede tre mål i en sæson, hvor holdet rykkede op i den næstbedste islandske række under ledelse af træneren Óskar Hrafn Þorvaldsson, der også er Orri Óskarssons far. Sæsonen efter opnåede Óskarsson 12 kampe og ét mål for holdet, der atter rykkede op, nu til den øverste islandske række.

### F.C. København
Han skiftede den 3. september 2020 til F.C København, hvor han begyndte på klubbens U-17 hold. Allerede i vinterpausen 20/21 blev Óskarsson rykket op på U-19 holdet, men spillede dog fortsat kampe for U-17 holdet også. Han blev med FCK's U/19-hold danmarksmester i 21/22-sæsonen, hvor han med 29 mål blev topscorer i U/19-ligaen.
I januar 2022 fik Óskarsson uofficiel debut for FCK's førstehold i en træningskamp mod Hvidovre IF, hvor han scorede til 1-0 i kampen. I sæsonopstarten opnåede han fem træningskampe for førsteholdet. Han fik officiel debut for førsteholdet i sæsonens sidste superligakamp den 22. maj 2022, da han blev indskiftet i det 73. minut i en kamp mod AaB. Han blev officielt en del af førsteholdstruppen i sommeren 2022 og opnåede i efteråret 2022 enkelte kampe for FCK, herunder indskiftninger i Champions League-kampene mod Sevilla og Dortmund. Han opnåede dog begrænset spilletid, hvorfor der i januar 2023 blev indgået en lejeaftale med SønderjyskE for tiden frem til sommeren 2023.
Óskarsson opnåede 12 kampe og 4 mål for SønderjyskE i foråret 2023, inden lejeaftalen ophørte, hvorefter han vendte retur til F.C. København.
Efter returen til F.C. Købehavn markerede Óskarsson sig ved den 2. august 2023 i en kvalifikationskamp til Champions League mod islandske Breiðablik, hvor han opnåede en assist og scorede hattrick.

### Real Sociedad
I slutningnen af august 2024 blev det offentliggjort, at den spanske La Liga-klub Real Sociedad havde købt Óskarsson af F.C. København.  

## Landsholdskarriere
Han fik debut på Islands U/15 i en alder af 13 år og knap to måneder. Han har spillet på de islandske U/16, U/17 og U/19-landshold. I en alder af 17 år og 2 måneder fik han debut på Islands U/21-landshold.